# James H. Sweet
James Hoke Sweet ist ein US-amerikanischer Historiker.

## Leben
Er erwarb 1990 den BA an der University of North Carolina at Chapel Hill, 1995 den MA an der University of North Carolina at Chapel Hill und 1999 den PhD an der Graduate School and University Center of the City University of New York. Er unterrichtete an der Florida International University (Asst. Prof. 2000–2004) und an der University of Wisconsin-Oshkosh (Asst. Prof. 1999–2000). Er lehrt an der University of Wisconsin-Madison (Asst. Prof. 2004–2006; Assoc. Prof. 2006–2010; seit 2010 Professor).
Seine Forschungsschwerpunkte waren Afrikaner und ihre Nachkommen in der ganzen Welt.

## Schriften (Auswahl)
- Recreating Africa. Culture, kinship, and religion in the African-Portuguese world, 1441–1770. Chapel Hill 2003, ISBN 0-8078-2808-4.
- Domingos Álvares, African healing, and the intellectual history of the Atlantic world. Chapel Hill 2011, ISBN 978-0-8078-3449-7.